# Astragalus agrestis
Espèce
Classification APG III (2009)
Astragalus agrestis est une espèce de plantes à fleurs de la famille des Fabaceae. Elle est originaire du centre et de l'est de l'Asie ainsi que de l’Amérique du Nord.

## Description
Cette astragale est une plante herbacée pérenne.

## Répartition et habitat
Elle vit dans le centre et l'est de l'Asie (Chine, Kazakhstan, Mongolie, Russie) et en Amérique du Nord (Canada, États-Unis).

## Nomenclature et systématique
Cette espèce a reçu d'autres appellations, synonymes mais non valides :
- Astragalus agrestis var. bracteatus (Osterh.)M.E.Jones
- Astragalus agrestis var. polyspermus (Torr. & A.Gray)M.E.Jones
- Astragalus dasiglottis Fisch.
- Astragalus dasyglottis DC.
- Astragalus goniatus Torr. & A. Gray
- Astragalus hypoglottis var. bracteatus Osterh.
- Astragalus hypoglottis var. dasyglottis (Fisch.)Ledeb.
- Astragalus hypoglottis var. polyspermus Torr. & A.Gray
- Astragalus tarletonis Rydb.
- Astragalus virgultulus E. Sheld